# Olympische Sommerspiele 2004/Rudern – Leichtgewichts-Doppelzweier (Frauen)
Der Ruderwettbewerb im Leichtgewichts-Doppelzweier der Frauen bei den Olympischen Spielen 2004 in Athen wurde vom 15. bis zum 22. August 2004 im Schinias Olympic Rowing and Canoeing Centre ausgetragen. 36 Athletinnen in 18 Booten traten an.
Die Ruderregatta, die über 2000 Meter ausgetragen wurde, begann mit drei Vorläufen. Die jeweils siegreichen Boote zogen ins Halbfinale A/B ein, die restlichen starteten im Hoffnungslauf. In den drei Hoffnungsläufen qualifizierten sich die erst- und zweitplatzierten Boote für das Halbfinale A/B, die restlichen Boote gingen ins C-Finale zur Ermittlung der Plätze 13 bis 18.
In den beiden Halbfinalläufen A/B qualifizierten sich die ersten drei Boote für das A-Finale, die Plätze 4 bis 6 qualifizierten sich für das B-Finale zur Ermittlung der Plätze 7 bis 12. Im A-Finale am 22. August kämpften die besten sechs Boote um olympische Medaillen. 
Die jeweils qualifizierten Boote sind hellgrün unterlegt.
Constanța Burcică, die schon bei den beiden letzten Olympischen Spielen in dieser Bootsklasse Gold gewann, trat wieder mit ihrer Partnerin Angela Alupei an, mit der sie in Sydney schon erfolgreich war. In den Jahren dazwischen ruderte sie mit verschiedenen Partnerinnen nicht so erfolgreich und konnte bei den letzten drei Weltmeisterschaften nur zwei Bronzemedaillen gewinnen. Die Deutsche Claudia Blasberg, die in Sydney die Silbermedaille gewann, konnte hingegen sowohl bei der Weltmeisterschaft 2001 als auch bei der Weltmeisterschaft 2003 den Titel gewinnen und im Jahr dazwischen noch eine Silbermedaille holen. In Athen trat sie zusammen mit Daniela Reimer an. Den Titel bei der Weltmeisterschaft 2002 hatten sich die beiden Australierinnen Sally Newmarch und Amber Halliday geholt. Gleich im ersten Vorlauf fuhren die beiden Rumäninnen einen neuen olympischen Rekord. Dieser hielt aber nur bis zum dritten Vorlauf, in dem die Australierinnen ihn erneut verbesserten. Den zweiten Vorlauf hatten zuvor die beiden deutschen Frauen gewonnen. Während die Rumäninnen und Australierinnen jeweils ihr Halbfinale gewonnen haben, wären die Deutschen beinahe ausgeschieden und konnten sich am Ende mit weniger als einer Sekunde Vorsprung, vor dem Boot aus den Vereinigten Staaten, als dritte gerade noch für das A-Finale qualifizieren. Im Finale zeigte sich bis 500 Meter vor dem Ziel auch genau dieses Bild, Rumänien und Australien an der Spitze, dahinter reihte sich das deutsche Boot ein, dass dieses Mal besser in das Rennen gekommen war. Auf den letzten 500 Metern konnten die Australierinnen im Spurt nicht so stark zulegen wie die anderen beiden Boote, so dass am Ende die Rumäninnen vor den Deutschen gewannen. Für die Australierinnen kam es sogar noch schlimmer, denn die Niederländerinnen Kirsten van der Kolk und Marit van Eupen waren auf den letzten 500 Metern das schnellste Boot im Feld und fuhren die über 2 Sekunden Rückstand auf das Boot aus Australien zu, gingen vorbei und sicherten sich die Bronzemedaille vor den beiden Australierinnen.

## Titelträger
| Olympiasiegerinnen | Rumänien Besatzung: Constanța Burcică, Angela Alupei         | Sydney 2000  |
| Weltmeisterinnen   | Deutschland Besatzung: Marie-Louise Dräger, Claudia Blasberg | Mailand 2003 |

## Vorläufe
Sonntag, 15. August 2004
- Qualifikationsnormen: Platz 1 -> Halbfinale A/B, ab Platz 2 -> Hoffnungslauf

### Vorlauf 1
| Platz | Bahn | Nation       | Athletinnen                          | Zeit (min) | Qualifikation |
| ----- | ---- | ------------ | ------------------------------------ | ---------- | ------------- |
| 1     | 3    | Rumänien     | Constanța Burcică, Angela Alupei     | 6:50,64 OR | Halbfinale    |
| 2     | 4    | Polen        | Magdalena Kemnitz, Ilona Mokronowska | 6:51,46    | Hoffnungslauf |
| 3     | 2    | Spanien      | Teresa Mas de Xaxars, Eva Mirones    | 7:02,33    | Hoffnungslauf |
| 4     | 5    | Griechenland | Maria Sakellaridou, Chrysi Biskitzi  | 7:05,52    | Hoffnungslauf |
| 5     | 6    | Japan        | Kahori Uchiyama, Akiko Iwamoto       | 7:14,04    | Hoffnungslauf |
| 6     | 1    | Vietnam      | Phạm Thị Hiền, Nguyễn Thị Thị        | 7:42,43    | Hoffnungslauf |

### Vorlauf 2
| Platz | Bahn | Nation             | Athletinnen                                   | Zeit (min) | Qualifikation |
| ----- | ---- | ------------------ | --------------------------------------------- | ---------- | ------------- |
| 1     | 4    | Deutschland        | Daniela Reimer, Claudia Blasberg              | 6:52,47    | Halbfinale    |
| 2     | 5    | China              | Xu Dongxiang, Li Qian                         | 6:54,66    | Hoffnungslauf |
| 3     | 3    | Niederlande        | Kirsten van der Kolk, Marit van Eupen         | 7:00,46    | Hoffnungslauf |
| 4     | 1    | Vereinigte Staaten | Lisa Schlenker, Stacey Borgman                | 7:04,01    | Hoffnungslauf |
| 5     | 2    | Ungarn             | Edit Stift, Mónika Remsei                     | 7:12,79    | Hoffnungslauf |
| 6     | 6    | Mexiko             | Gabriela Huerta Trillo, Aline Olvera Clauzier | 7:18,16    | Hoffnungslauf |

### Vorlauf 3
| Platz | Bahn | Nation         | Athletinnen                                 | Zeit (min) | Qualifikation |
| ----- | ---- | -------------- | ------------------------------------------- | ---------- | ------------- |
| 1     | 2    | Australien     | Sally Newmarch, Amber Halliday              | 6:49,90 OR | Halbfinale    |
| 2     | 3    | Kanada         | Mara Jones, Fiona Milne                     | 6:53,47    | Hoffnungslauf |
| 3     | 4    | Dänemark       | Juliane Rasmussen, Johanne Thomsen          | 6:56,62    | Hoffnungslauf |
| 4     | 6    | Großbritannien | Helen Casey, Tracy Langlands                | 6:59,19    | Hoffnungslauf |
| 5     | 1    | Kuba           | Dailin Taset Aguilar, Ismaray Marrero Arias | 7:18,35    | Hoffnungslauf |
| 6     | 5    | Argentinien    | Milka Kraljev, Lucia Palermo                | 7:25,11    | Hoffnungslauf |

## Hoffnungsläufe
Dienstag, 17. August 2004
- Qualifikationsnormen: Platz 1-3 -> Halbfinale A/B, ab Platz 4 -> Finale C

### Hoffnungslauf 1
| Platz | Bahn | Nation         | Athletinnen                       | Zeit (min) | Qualifikation |
| ----- | ---- | -------------- | --------------------------------- | ---------- | ------------- |
| 1     | 3    | China          | Xu Dongxiang, Li Qian             | 6:54,48    | Halbfinale    |
| 2     | 4    | Großbritannien | Helen Casey, Tracy Langlands      | 6:59,63    | Halbfinale    |
| 3     | 2    | Spanien        | Teresa Mas de Xaxars, Eva Mirones | 7:02,91    | Halbfinale    |
| 4     | 1    | Ungarn         | Edit Stift, Mónika Remsei         | 7:07,69    | Finale C      |
| 5     | 5    | Vietnam        | Phạm Thị Hiền, Nguyễn Thị Thị     | 7:35,29    | Finale C      |

### Hoffnungslauf 2
| Platz | Bahn | Nation             | Athletinnen                          | Zeit (min) | Qualifikation |
| ----- | ---- | ------------------ | ------------------------------------ | ---------- | ------------- |
| 1     | 3    | Polen              | Magdalena Kemnitz, Ilona Mokronowska | 6:53,74    | Halbfinale    |
| 2     | 2    | Vereinigte Staaten | Lisa Schlenker, Stacey Borgman       | 6:54,12    | Halbfinale    |
| 3     | 4    | Dänemark           | Juliane Rasmussen, Johanne Thomsen   | 6:57,84    | Halbfinale    |
| 4     | 5    | Japan              | Kahori Uchiyama, Akiko Iwamoto       | 7:07,07    | Finale C      |
| 5     | 1    | Argentinien        | Milka Kraljev, Lucia Palermo         | 7:23,22    | Finale C      |

### Hoffnungslauf 3
| Platz | Bahn | Nation       | Athletinnen                                   | Zeit (min) | Qualifikation |
| ----- | ---- | ------------ | --------------------------------------------- | ---------- | ------------- |
| 1     | 2    | Niederlande  | Kirsten van der Kolk, Marit van Eupen         | 6:52,53    | Halbfinale    |
| 2     | 3    | Kanada       | Mara Jones, Fiona Milne                       | 6:54,04    | Halbfinale    |
| 3     | 4    | Griechenland | Maria Sakellaridou, Chrysi Biskitzi           | 7:04,98    | Halbfinale    |
| 4     | 1    | Kuba         | Dailin Taset Aguilar, Ismaray Marrero Arias   | 7:14,01    | Finale C      |
| 5     | 5    | Mexiko       | Gabriela Huerta Trillo, Aline Olvera Clauzier | 7:23,07    | Finale C      |

## Halbfinale
Mittwoch, 19. August 2004
- Qualifikationsnormen: Plätze 1-3 -> Finale A, ab Platz 4 -> Finale B

### Halbfinale A/B 1
| Platz | Bahn | Nation             | Athletinnen                           | Zeit (min) | Qualifikation |
| ----- | ---- | ------------------ | ------------------------------------- | ---------- | ------------- |
| 1     | 4    | Rumänien           | Constanța Burcică, Angela Alupei      | 6:51,84    | Finale A      |
| 2     | 5    | Niederlande        | Kirsten van der Kolk, Marit van Eupen | 6:53,10    | Finale A      |
| 3     | 3    | Deutschland        | Daniela Reimer, Claudia Blasberg      | 6:53,43    | Finale A      |
| 4     | 2    | Vereinigte Staaten | Lisa Schlenker, Stacey Borgman        | 6:54,16    | Finale B      |
| 5     | 6    | Großbritannien     | Helen Casey, Tracy Langlands          | 6:59,23    | Finale B      |
| 6     | 1    | Griechenland       | Maria Sakellaridou, Chrysi Biskitzi   | 7:15,45    | Finale B      |

### Halbfinale A/B 2
| Platz | Bahn | Nation     | Athletinnen                          | Zeit (min) | Qualifikation |
| ----- | ---- | ---------- | ------------------------------------ | ---------- | ------------- |
| 1     | 3    | Australien | Sally Newmarch, Amber Halliday       | 6:54,01    | Finale A      |
| 2     | 4    | Polen      | Magdalena Kemnitz, Ilona Mokronowska | 6:54,49    | Finale A      |
| 3     | 2    | China      | Xu Dongxiang, Li Qian                | 6:55,66    | Finale A      |
| 4     | 5    | Kanada     | Mara Jones, Fiona Milne              | 6:56,64    | Finale B      |
| 5     | 1    | Dänemark   | Juliane Rasmussen, Johanne Thomsen   | 7:01,98    | Finale B      |
| 6     | 6    | Spanien    | Teresa Mas de Xaxars, Eva Mirones    | 7:09,21    | Finale B      |

## Finale

### A-Finale
Sonntag, 22. August 2004, 8:30 Uhr MESZ

Anmerkung: zur Ermittlung der Plätze 1 bis 6
| Platz | Bahn | Nation      | Athletinnen                           | Zeit (min) |
| ----- | ---- | ----------- | ------------------------------------- | ---------- |
| 1     | 4    | Rumänien    | Constanța Burcică, Angela Alupei      | 6:56,05    |
| 2     | 6    | Deutschland | Daniela Reimer, Claudia Blasberg      | 6:57,33    |
| 3     | 5    | Niederlande | Kirsten van der Kolk, Marit van Eupen | 6:58,54    |
| 4     | 3    | Australien  | Sally Newmarch, Amber Halliday        | 6:59,91    |
| 5     | 1    | China       | Xu Dongxiang, Li Qian                 | 7:02,05    |
| 6     | 2    | Polen       | Magdalena Kemnitz, Ilona Mokronowska  | 7:04,48    |

### B-Finale
Samstag, 21. August 2004, 11:10 Uhr MESZ

Anmerkung: zur Ermittlung der Plätze 7 bis 12
| Platz | Bahn | Nation             | Athletinnen                         | Zeit (min) |
| ----- | ---- | ------------------ | ----------------------------------- | ---------- |
| 7     | 3    | Vereinigte Staaten | Lisa Schlenker, Stacey Borgman      | 7:23,40    |
| 8     | 4    | Kanada             | Mara Jones, Fiona Milne             | 7:26,07    |
| 9     | 2    | Großbritannien     | Helen Casey, Tracy Langlands        | 7:29,12    |
| 10    | 5    | Dänemark           | Juliane Rasmussen, Johanne Thomsen  | 7:32,58    |
| 11    | 6    | Spanien            | Teresa Mas de Xaxars, Eva Mirones   | 7:41,23    |
| 12    | 1    | Griechenland       | Maria Sakellaridou, Chrysi Biskitzi | 7:48,42    |

### C-Finale
Samstag, 21. August 2004, 12:10 Uhr MESZ

Anmerkung: zur Ermittlung der Plätze 13 bis 18
| Platz | Bahn | Nation      | Athletinnen                                   | Zeit (min) |
| ----- | ---- | ----------- | --------------------------------------------- | ---------- |
| 13    | 4    | Japan       | Kahori Uchiyama, Akiko Iwamoto                | 7:37,46    |
| 14    | 3    | Kuba        | Dailin Taset Aguilar, Ismaray Marrero Arias   | 7:42,20    |
| 15    | 2    | Ungarn      | Edit Stift, Mónika Remsei                     | 7:45,05    |
| 16    | 1    | Mexiko      | Gabriela Huerta Trillo, Aline Olvera Clauzier | 7:48,02    |
| 17    | 6    | Argentinien | Milka Kraljev, Lucia Palermo                  | 7:54,32    |
| 18    | 5    | Vietnam     | Phạm Thị Hiền, Nguyễn Thị Thị                 | 8:14,80    |